# Ambicodamus dale
Espèce
Ambicodamus dale est une espèce d'araignées aranéomorphes de la famille des Nicodamidae.

## Distribution
Cette espèce est endémique du Queensland en Australie. Elle se rencontre dans la Conondale Range.

## Description
Le mâle holotype mesure 4,91 mm.

## Publication originale
- Harvey, 1995 : The systematics of the spider family Nicodamidae (Araneae: Amaurobioidea). Invertebrate Taxonomy, vol. 9, no 2, p. 279-386.